# Yūichirō Nagai
Yūichirō Nagai (永井 雄一郎?, Nagai Yūichirō; Shinjuku, 14 febbraio 1979) è un ex calciatore giapponese, di ruolo attaccante.

## Palmarès

### Competizioni nazionali
- Campionato giapponese: 1

Urawa Reds: 2006

### Competizioni internazionali
- AFC Champions League: 1

Urawa Reds: 2007